# Niewiarowo-Sochy
Niewiarowo-Sochy [ɲevjaˈrɔvɔ ˈsɔxɨ] est un village polonais de la gmina de Grodzisk dans le powiat de Siemiatycze et dans la voïvodie de Podlachie.